# Garry Runciman
Pour les articles homonymes, voir Runciman.
Walter Garrison Runciman, (10 novembre 1934-10 décembre 2020), généralement connu de manière informelle sous le nom de Garry Runciman, est un sociologue historique britannique, chargé de recherche principal au Trinity College, Cambridge. Il a également siégé au Securities and Investment Board de la Banque d'Angleterre et présidé la Commission royale sur la justice pénale du gouvernement britannique (1991-1993).

## Famille
Runciman hérite de la vicomté à la mort de son père en 1989.

## Carrière
Runciman rejoint la faculté du Trinity College de Cambridge dans les années 1950 comme sociologue historique et devient chercheur junior après avoir soutenu une thèse intitulée Plato's Later Epistemology. Dans les années 1960, il devient avant tout sociologue. Il devient chercheur principal en 1971, faisant des recherches dans le domaine de la sociologie comparée et historique,. Le principal sujet de recherche de Runciman est l'application de la théorie évolutionniste néo-darwinienne à la sélection culturelle et sociale.
Il est titulaire de diplômes honorifiques du King's College de Londres et des universités d'Édimbourg, d'Oxford et d'York. Il est également membre étranger honoraire de l'Académie américaine des arts et des sciences et conseiller honoraire d'Inner Temple. Il est élu à la British Academy en 1975 et en est le président de 2001 à 2005. Runciman est également membre honoraire du Nuffield College d'Oxford.

## Fonctions officielles
Runciman est invité par le gouverneur de la Banque d'Angleterre à siéger au Securities and Investment Board (qui devient plus tard la Financial Services Authority), qu'il quitte en 1998.
Runciman préside la Commission royale du gouvernement britannique sur la justice pénale, créée en 1991 et qui poursuit l'enquête de Sir John May sur les condamnations des Quatre de Guildford et englobe de nouvelles erreurs judiciaires. Il rend un rapport au parlement en 1993. Sur ses préconisations, la loi de 1995 sur les appels en matière pénale créé la Commission de révision des affaires pénales, organisme public exécutif non ministériel .
Runciman devient membre de la Chambre des lords comme pair héréditaire le 1er septembre 1989. Il prend la parole 26 fois à la chambre jusqu'au 11 novembre 1999, date à laquelle il perd son droit d'y siéger lorsque la majeure partie des pairs héréditaires est supprimée par la loi de 1999 sur la Chambre des lords. Runciman se présente à une élection partielle aux Lords en 2010 pour le siège Crossbencher du vicomte Colville de Culross. C'est le comte de Clancarty qui est élu.[réf. nécessaire]

## Publications
- Relative Deprivation and Social Justice: a Study of Attitudes to Social Inequality in Twentieth-Century Britain, Routledge.
- A Critique of Max Weber's Philosophy of Social Science, Cambridge University Press, 1972
- A Treatise on Social Theory, Cambridge University Press, Vol. 1 1983, Vol. 2 1989, Vol. 3 1997
- The Social Animal, HarperCollins, 1998[1].
- (dir.) Hutton and Butler: Lifting the Lid on the Workings of Power, British Academy, 2004  (ISBN 9780197263297)[1].

## Mariage et enfants
Runciman épouse Ruth Runciman (en), directrice de la British Mental Health Act Commission, le 17 avril 1963. Elle est nommée dame commandeur de l'Empire britannique (DBE) en 1998. Ils ont trois enfants:
- Lisa Runciman (née le 18 août 1965)
- David Runciman (en), 4e vicomte Runciman de Doxford (né le 1er mars 1967)
- Catherine Runciman (née le 18 juillet 1969)

Runciman meurt le 10 décembre 2020. David Runciman (en), son fils et héritier de son titre, le 4e vicomte, est un politologue et professeur à l'université de Cambridge,.